# Tegallalang
Tegallalang ist ein Distrikt (Kecamatan) im Regierungsbezirk (Kabupaten) Gianyar der indonesischen Provinz Bali. Er liegt im Nordosten dieses Kabupaten und hatte Ende 2021 eine Fläche von rund 70 Quadratkilometern. Er grenzt im Westen an Payangan, im Norden (Kec. Kintamani) und Nordosten (Kec. Susut) an das Kabupaten Bangli sowie im Südosten an Tampaksiring. Der Binnendistrikt hat die drittgrößte Bevölkerung und besteht aus sieben Dörfern und 43 Dusun/Lingkungan (Ortschaften). Bekannt ist Tegallalang für seine großen und für Touristen erschlossenen Reisterrassen mit ihrem Subak-Bewässerungssystem.

## Bevölkerung

### Verwaltungsgliederung mit detaillierten Einwohnerzahlen
| Kode          | Dorf                     | Einwohner Census 2010 | Einwohner Census 2020 | Fläche (km²) Ende 2021 | Einwohner Ende 2021 | Dichte Einw. pro km² |
| ------------- | ------------------------ | --------------------- | --------------------- | ---------------------- | ------------------- | -------------------- |
| 51.04.06.2001 | Keliki                   | 4.619                 | 4.793                 | 4,64                   | 4.848               | 1.044,8              |
| 51.04.06.2002 | Tegallalang              | 9.941                 | 9.760                 | 7,43                   | 9.401               | 1.265,3              |
| 51.04.06.2003 | Kenderan                 | 4.681                 | 5.398                 | 6,75                   | 5.549               | 822,1                |
| 51.04.06.2004 | Kedisan                  | 5.652                 | 5.757                 | 6,84                   | 5.727               | 837,3                |
| 51.04.06.2005 | Pupuan                   | 6.284                 | 6.924                 | 12,68                  | 6.965               | 549,3                |
| 51.04.06.2006 | Sebatu                   | 9.064                 | 8.763                 | 10,49                  | 8.713               | 830,6                |
| 51.04.06.2007 | Taro                     | 10.084                | 10.962                | 20,9                   | 10.894              | 521,24               |
| 51.04.06      | Kecamatan Tegallalang000 | 50.324                | 52.257                | 69,73                  | 52.097              | 747,1                |
Ergebnisse aus Zählungen: 2010 und 2020 bzw. Fortschreibung

### Bevölkerungsentwicklung der letzten drei Halbjahre
| Datum      | Fläche (km²) | Einwohner | männlich | weiblich | Dichte (Einw./km²) | Sex Ratio |
| ---------- | ------------ | --------- | -------- | -------- | ------------------ | --------- |
| 31.12.2020 | 69,74        | 52.509    | 26.121   | 26.388   | 752,9              | 99,0      |
| 30.06.3021 | 69,74        | 52.150    | 25.975   | 26.175   | 747,8              | 99,2      |
| 31.12.2021 | 70,00        | 52.097    | 25.918   | 26.179   | 744,2              | 99,0      |
Fortschreibungsergebnisse